# Олівер Ковачевич
Олівер Ковачевич (серб. Oliver Kovačević, нар. 29 вересня 1974, Спліт) — сербський футболіст, що грав на позиції воротаря.
Виступав, зокрема, за клуби «Міліціонар» та «Желєзник», а також національну збірну Сербії і Чорногорії.

## Клубна кар'єра
Народився у Спліті, проте через війну в Хорватії розпочав кар'єру в клубі «Міліціонар». У сезоні 1996/97 років дебютував у футболці цього клубу в другій лізі. Протягом перших двох сезонів був гравцем резерву, місце ж в основі команди виборов собі в сезоні 1998/99 років, коли команда вже виступала в першій лізі. Однак в сезоні 2000/01 років «Міліціонар» зайняв останнє місце за підсумками чемпіонату й вилетів до нижчої ліги. Загалом у команді провів п'ять сезонів, взявши участь у 63 матчах чемпіонату.
Своєю грою за цю команду привернув увагу представників тренерського штабу белградського клубу «Желєзник», до складу якого приєднався 2001 року. Ковачевич також виводив свою команду з капітанською пов'язкою у переможному для «Желєзника» кубку Сербії і Чорногорії сезону 2004/05 років. Відіграв за белградську команду чотири сезони своєї ігрової кар'єри, в яких відіграв у 116 матчах національного чемпіонату. Більшість часу, проведеного у складі «Железника», був основним голкіпером команди.
Влітку 2005 року виїхав до Туреччини. Перейшов до «Самсунспора», однак за пів року не зіграв жодного матчу й програв конкуренцію гравцю національної збірної Камеруну Альюму Букарі.
На початку 2006 року перейшов до болгарського клубу ЦСКА (Софія). У складі болгарського клубу став віцечемпіоном країни. У сезоні 2006/07 років не грав, а його місце в рамці воріт зайняв Івайло Петров. По завершенні сезону завершив кар'єру футболіста.

## Виступи за збірну
8 червня 2005 року дебютував у складі національної збірної Сербії і Чорногорії у нічийному (1:1) товариському матчі зі збірною Італією. Протягом кар'єри у національній команді, яка тривала усього 1 рік, провів у формі головної команди країни 3 матчі.
У складі збірної був учасником чемпіонату світу 2006 року у Німеччині, але був лише резервістом, в той час як основним воротарем збірної на турнірі був Драгослав Єврич.

## Статистика виступів у клубі
| Сезон   | Клуб         | Країни              | Змагання  | Матч | Голи |
| ------- | ------------ | ------------------- | --------- | ---- | ---- |
| 1996/97 | «Міліціонар» | Югославія           | 2 ліга    | 1    | 0    |
| 1997/98 | «Міліціонар» | Югославія           | 2 ліга    | 4    | 0    |
| 1998/99 | «Міліціонар» | Югославія           | Суперліга | 21   | 0    |
| 1999/00 | «Міліціонар» | Югославія           | Суперліга | 9    | 0    |
| 2000/01 | «Міліціонар» | Югославія           | Суперліга | 28   | 0    |
| 2001/02 | Желєзник     | Югославія           | Суперліга | 31   | 0    |
| 2002/03 | Желєзник     | Югославія           | Суперліга | 33   | 0    |
| 2003/04 | Желєзник     | Сербія і Чорногорія | Суперліга | 28   | 0    |
| 2004/05 | Желєзник     | Сербія і Чорногорія | Суперліга | 24   | 0    |
| 2005/06 | «Самсунспор» | Туреччина           | Суперліга | 0    | 0    |
| 2005/06 | ЦСКА (Софія) | Болгарія            | Група А   | 9    | 0    |
| 2006/07 | ЦСКА (Софія) | Болгарія            | Група А   | 0    | 0    |
| 2007/08 | ЦСКА (Софія) | Болгарія            | Група А   |      |      |

## Досягнення
Желєзнік
- Кубок Сербії і Чорногорії
  -  Володар (1): 2004/05